# くるるんっ☆りえるチェンジ!
『くるるんっ☆りえるチェンジ!』は、中原杏による日本の漫画作品。

## 概要
小学館の少女漫画雑誌『ちゃお』にて2009年9月号から2010年7月号まで連載された。中学1年生の女の子・春日りえるが、人間の言葉を話すネコ・にゃかむらから貸与された「くるるんハートタッチ」、「くるるんっラブチェンジ」という不思議なおもちゃを使って巻き起こす騒動と恋の奮闘を描く学園ギャグ漫画。

## 主な登場キャラクター
春日りえる（かすが りえる）
本作の主人公。中学1年生の女の子。
庶民の娘だが、両親の海外転勤による都合で、父親の友人が理事長を務める桜桃学園中等部に転入した。
大変な怪力の持ち主で、興奮する度に学園内の備品を投げ飛ばし、破壊している。「成金学園探偵団」という漫画のファンで、将来の夢は漫画家だが、絵は下手。しかし本人にその自覚はない。
人間の言葉を話す奇妙なネコ・にゃかむら（後述）に、彼の勤める会社「にゃんころホビー」の新製品「くるるんハートタッチ」のモニターとして選ばれた。その後商品化にこぎつけた「くるるんハートタッチ」は回収され、新たに「くるるんっラブチェンジ」を支給された（各製品については「作品の関連用語節」を参照）。これらの新製品のモニターを兼ねつつ、同級生の華村椿（後述）と相思の関係になろうと日々奮闘している。
にゃかむら
自称・「にゃんころ世界から来たサラリーマン」。人間の言葉を話す奇妙なオスネコ。
自分がネコであることを否定しており、いつもネクタイを着用している。彼が勤める会社「にゃんころホビー」の新製品と称するおもちゃ「くるるんハートタッチ」のモニターとして、りえるを選んだ。「くるるんハートタッチ」を貸与してからは、使用状況を直接観察するためにりえると一緒に生活し、彼女以外の人間の前では普通のネコとして振る舞っている。将来の夢は「かわいいお嫁さんをもらって35年ローンで家を買うこと」。
華村椿（かむら つばき）
りえるが好意を寄せる同級生。
女子生徒に大人気で、学園では生徒会長を務めている。文武両道のエリートで、クールな外見の中学1年生。実家は豪邸だが、母親はすでに亡くなり、父親は海外へ行ったきり戻らないため、学園の寮で生活している。
大変なネコ好きで、異性には全く興味を示さない無表情な少年だが、りえると知り合ってからは少しずつ笑顔を見せるようになった。にゃかむらを生徒会のマスコットにすると同時に、その世話係としてりえるを生徒会に引き入れた。
空木すみれ（うつぎ すみれ）
生徒会副会長。華道の家元の娘。
「クールビューティー」と呼ばれている生真面目な性格の美人で、華村椿の異常なネコ好きを「キモい」と酷評している。しかしその一方で、りえるの怪力ぶりについては「ステキ」とコメントしている。
山吹楓（やまぶき かえで）
生徒会書記。世界に500店あるというたこ焼き屋チェーンの次男。
明るく元気がよく、お菓子が大好きなお調子者で、関西弁で話す。桜桃学園生徒会のムードメーカー的存在だが、お調子者の度が過ぎて華村椿からは時々煩わしげな視線を向けられている。
秋葉もも（あきば もも）
桜桃学園の女子生徒。
寮ではりえると同じ部屋に住んでいる。優しくおとなしい性格の女の子。「成金学園探偵団」の愛読者で、漫画家を目指している。これらの共通点もあって、りえるとはすぐに仲良くなった。
伊集院あやめ（いじゅういん あやめ）
桜桃学園で華村椿にあこがれている女子生徒の一人。
腹黒い性格で、目つきも悪い。「椿の前で恥をかいたのはりえるのせい」として、りえるを逆恨みしている。
水原（みずはら）
秋葉ももが好意を寄せる男子生徒で、サッカー部員。（作中のももの台詞によれば）「成金学園探偵団」の主人公に似ている。
他の男子生徒の悪ふざけのせいで地面に落としてしまったももの告白用の手作りクッキーを、わざわざ拾ってその場で食べてみせた。
夏木柊星（なつき しゅうせい）
桜桃学園の転入生。
急成長を遂げている「夏木グループ」の子息と噂される男子生徒。少し意地悪だが、優しい一面も併せ持つ。小学校3年生までは華村椿の隣家に住んでいた。
椿とは幼馴染みであり、転入以前から大親友だった旨を作中で語るが、実際にはメールを交わしたのみの関係だった。
にゃかた
「株式会社にゃんころホビー」入社1年目の営業担当。
にゃかむらの後輩の、人間の言葉を話すネコだが「ネコではない」と主張している。
りえるたちによるモニタリングの結果、商品化に成功した「くるるんハートタッチ」を回収すると同時に、新たな試作品である「くるるんっラブチェンジ」をにゃかむらに届けに来た。
やにゃぎはら
「株式会社にゃんころホビー」入社1年目の営業担当。
こちらもにゃかむらの後輩で、人間の言葉を話すネコだが「ネコではない」と主張している。にゃかたと一緒に「くるるんっラブチェンジ」を届けに来た。

## 作品の関連用語
くるるんハートタッチ
にゃかむらが勤めている会社「にゃんころホビー」の新製品と称するおもちゃ。
形は子供用のおえかきボードに似ている。付属品のペンを使って、自分がなりたいもの（空想上の人物でも可）の絵を画面に描き、「くるるんっ☆りえるチェンジ!」と唱えながら、画面の右上にあるハート型の大きなボタンを押すと、その絵と同じ姿に変身できる。描いた絵の巧拙に関わらず、使用者が頭の中でイメージした通りの姿に変身することが可能で、変身の解除の際にはハート型のボタンをもう一度押せばよい。なお、変身は1時間経過すると（ボタンを押下しなくても）自動的に解除される。りえるとにゃかむらによるモニタリングの結果、商品化が決定した。
くるるんっラブチェンジ
にゃんころホビーによる女の子向けおもちゃ第2弾。
ネコの頭の形をしており、手のひらサイズ。自らの意志を持っており、嫌いな相手に対しては容赦なく攻撃を加える。使用者の恋の進行度によって成長する育成ペット型おもちゃ。
桜桃学園（おうとうがくえん）
裕福な家庭の子女が集まる学校。
物語の主な舞台であり、主人公・春日りえるはこの学校の寮で生活している。生徒たちはみな気前が良く、りえるが壊した備品（「登場キャラクター節」参照）の弁償を迫るようなことは特にない。理事長はりえるの父親と友人関係にある。
成金学園探偵団（なりきんがくえんたんていだん）
りえると秋葉ももが共にファンという設定の（架空の）漫画。
2人が仲良くなるきっかけとなった。

## 書誌情報
- 中原杏 『くるるんっ☆りえるチェンジ!』 小学館 〈ちゃおコミックス〉

1. 2010年3月1日発売[1] ISBN 978-4-09-132883-0
2. 2010年8月27日発売[1] ISBN 978-4-09-133378-0